# Gerd Forster

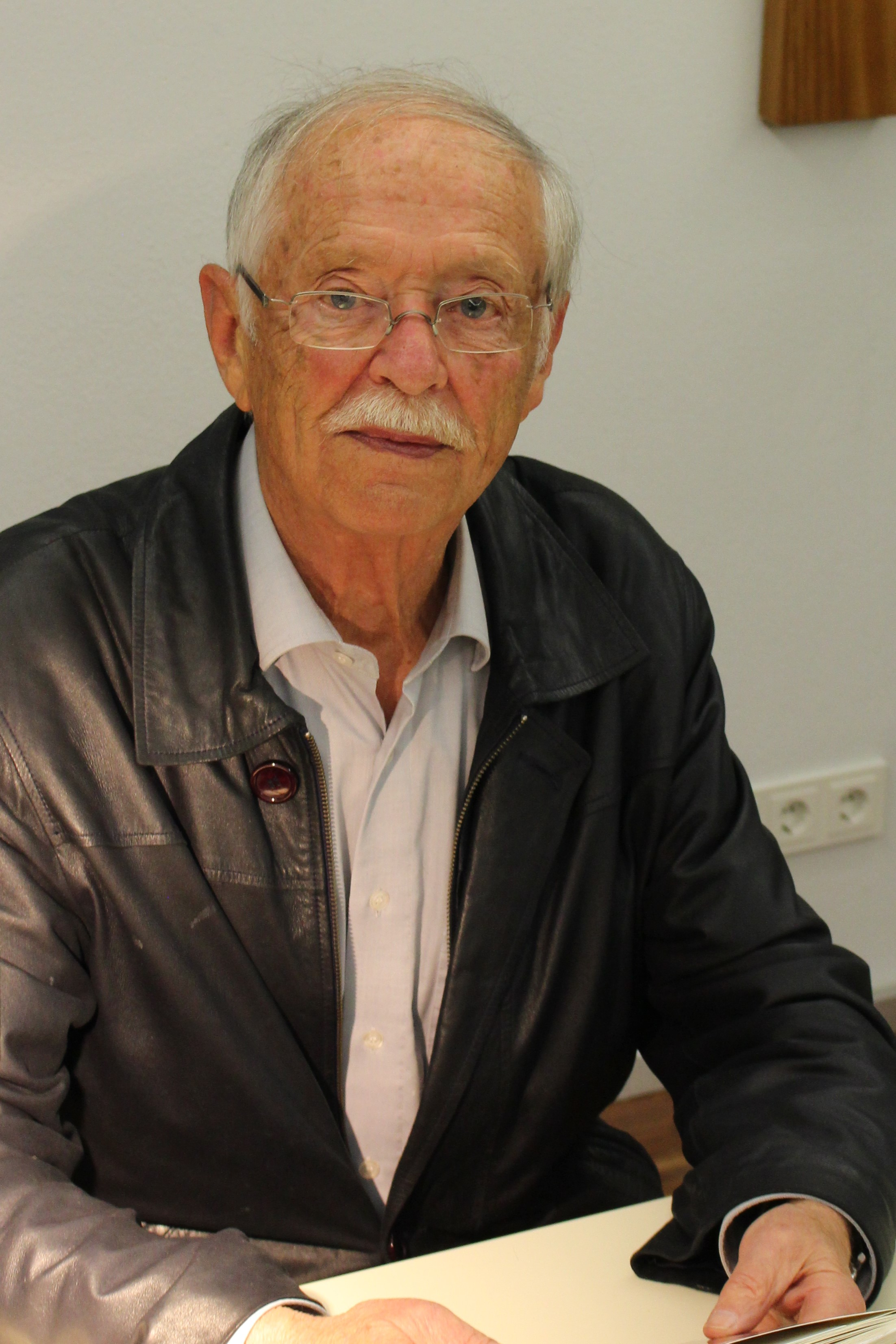
Gerd Forster bei einer Lesung in Weilerbach, März 2020

Gerd Forster (* 8. März 1935 in Ludwigshafen am Rhein) ist ein deutscher Schriftsteller.

## Leben
Gerd Forster besuchte das Gymnasium in Alzey und studierte anschließend von 1955 bis 1961 Musik, Philosophie und Germanistik an der Universität Heidelberg. Nach dem Staatsexamen war er Referendar in Worms und Kaiserslautern. Von 1963 bis 1998 wirkte er als Lehrer für Deutsch und Musik am Heinrich-Heine-Gymnasium in Kaiserslautern. Forster spielt Orgel, Klavier und war lange Zeit Chorleiter.
Gerd Forster veröffentlichte erste Gedichte 1958 in den "Lyrischen Heften" von Arnfrid Astel. Ab 1960 bis zu ihrem Tod pflegte er Kontakte zu Annette Kolb. Forster ist Verfasser von Romanen, Erzählungen und Gedichten; daneben übersetzt er aus dem Französischen. Er gehörte der Redaktion der Pfälzer Kulturzeitschrift Chaussee an und gab von 1976 bis 1982 die Literaturzeitschrift Formation heraus.
Gerd Forster ist Mitglied des Verbands Deutscher Schriftsteller, des Literarischen Vereins der Pfalz und der Autorengruppe Kaiserslautern. Er lebt zeitweise in Eulenbis und in Berlin.

## Werke
- Zwischenland, Landau 1973
- Stichtage, Kaiserslautern 1975
- Unter dem Eulenkopf, Pfullingen 1977
- Geschichtete Sommer, München 1978
- Die Abwesenheit der beiden andern, Neustadt/Weinstr. 1981
- Schrittwechsel, Rhodt unter Rietburg 1985
- Wirbelsäulen, Rhodt unter Rietburg 1987
- Die pfälzische Krankheit und andere Geschichten, Landau/Pfalz 1990
- Lesarten der Liebe, Frankfurt a. M. 1995
- Ein Schreibtisch in der Wüste, Annweiler 1999
- Tod auf der Orgelbank, Blieskastel 2004
- Fliehende Felder, Alf/Mosel 2006
- Wir waren Kinder und es war Krieg, Erzählungen. Rhein-Mosel-Verlag 2015, ISBN 978-3-89801-232-4
- Besuch beim alten Casanova, Zell/Mosel 2019

### Herausgeberschaft
- Kaiserslautern schreibt, Kaiserslautern 3. Literatur, 1978
- Einmal im Monat ist Freitag, Rhodt unter Rietburg 1984
- FluchtPunkte, Frankfurt a. M. 1995
- Offene Landschaft, Strasbourg [u. a.] 1997 (herausgegeben zusammen mit Adrien Finck)

## Auszeichnungen
- 1977: Pfalzpreis für Literatur
- 1999: Erster „Writer in Residence“ am Zentrum für deutsche Studien der Ben-Gurion-Universität in Beerscheba, Israel
- 2007: Buch des Jahres (Rheinland-Pfalz) 2006 für den Gedichtband Fliehende Felder